# Chahar Hữu Dực Hậu
kỳ Chahar Hữu Dực Hậu (tiếng Mông Cổ: Caxar Baruun Garyn Xoit khoshuu; giản thể: 察哈尔右翼后旗; phồn thể: 察哈爾右翼後旗; bính âm: Cháhā'ěr Yòuyì Hòuqí, Hán Việt: Sát Cáp Nhĩ Hữu Dực Hậu kỳ) là một kỳ của địa cấp thị Ulanqab (Ô Lan Sát Bố), khu tự trị Nội Mông Cổ, Trung Quốc.

### Trấn
- Thổ Mục Nhĩ Đài (土牧尔台镇)
- Hồng Cách Nhĩ Đồ (红格尔图镇)
- Bạch Âm Sát Can (白音察干镇)
- Bí Hồng (贲红镇)

### Hương
- Tích Lặc (锡勒乡)

### Tô mộc
- Đang Lan Hốt Động (当郎忽洞苏木)
- Ô Lan Cáp Đạt (乌兰哈达苏木)